# 남만주철도부속지
남만주철도 부속지(일본어: 南満州鉄道附属地; 중국어 간체자: 南满洲铁道附属地, 정체자: 南滿洲鐵道附屬地, 한어 병음: 난만저우 톄다오 푸수디, 웨이드-자일스: 난2 만3-초우1 티에3-타오4 푸4-슈3-티4) 또는 SMR 부속지는 남만주철도주식회사의 운영과 관련하여 중국 북동부에 위치한 일본의 치외법권 지역이었다.

동청 철도(만저우리시-하얼빈시-쑤이펀허) 본선과 그 남쪽 지선(하얼빈시-다롄시)의 노선도이며, 이 노선은 트랜스만주 철도로 표시되어 있다. 1905년 이후 남쪽 지선 대부분(창춘시에서 다롄시까지)은 일본이 운영하는 남만주철도주식회사가 되었다.

## 역사
1905년 러일 전쟁에서 일본이 러시아 제국에 승리하고 포츠머스 조약이 체결된 후, 중국 동부 철도의 남만주 지선(창춘시에서 뤼순까지)은 일본의 통제 하에 놓였다. 일본은 이 통제에 1896년 이-로바노프 조약으로 중국이 러시아에 부여한 모든 권리와 특권이 포함되며, 이는 1898년 관동 임차 협정에 의해 확대되어 철도 부속지 내에서 절대적이고 배타적인 행정권을 포함한다고 주장했다.
부속지는 지리적으로 남만주철도주식회사 선로 양쪽에 폭 62m의 띠 모양으로, 다롄시에서 창춘까지 이어지는 700km의 주요 간선, 펑톈에서 단둥시까지 이어지는 260km 노선, 그리고 네 개의 다른 지선 등 총 1100km 길이와 총 250km2의 면적을 가지고 있었다. 철도 노선은 25개 도시와 마을을 연결했으며, 각 마을 내에서 부속지는 열차 유지보수에 필요한 창고, 수리점, 탄광, 전기 시설 등을 포함했다. 1931년부터 법적으로 만주국의 일부도 아니었고 일본의 일부도 아니었다. 만주국과 일본의 법률 모두에서 면제되었다. 기본적으로 거미줄 모양의 기업형 국가였다. 만약 한데 뭉쳐진다면, 이 부속지는 뉴욕시의 면적과 같았을 것이다.
일본은 부속지 전역에서 열차와 선로의 보안을 제공하기 위해 철도 경비대를 주둔시켰지만, 이들은 정규 일본군이었고 철도 지역 밖에서 자주 훈련을 실시했다. 또한 일본은 하얼빈시, 치치얼시, 만저우리시와 같은 주요 도시의 일본 영사관 및 분관에 영사 경찰을 두었으며, 많은 한국인이 거주하는 간도 지역에도 영사 경찰을 두었다.
1915년 일본은 중국에 21개조 요구를 제시하여 1915년 중일 조약을 체결했다. 이 조약은 일본 국민이 남만주에서 자유롭게 거주하고 여행하며 모든 종류의 사업과 제조업에 종사하고 무역, 제조업, 농업 기업을 위한 적절한 건물을 짓는 데 필요한 토지를 임차할 수 있도록 규정했다. 일본은 이 조항을 "남만주"라는 용어에 만주 대부분을 포함하는 것으로 느슨하게 해석했다.
만주국 건국 이후 일본이 만주 전체를 완전히 통제하게 되면서, 부속지는 기능을 상실하고 1937년에 폐지되었다.
남만주철도 부속지에는 자체 사병 집단이 있었는데, 대부분 한국인과 일본계 현지 자원봉사자들로 구성되었다.

## 같이 보기
- 도시국가
- 기업지배체제
- 마이크로네이션
- 극소 국가

## 내용주
1. ↑  Coox, Nomonhan, pp.3
2. ↑  “Mukden Arsenal after WWII”. 2017년 4월 3일.